# Långbyxor m/1872

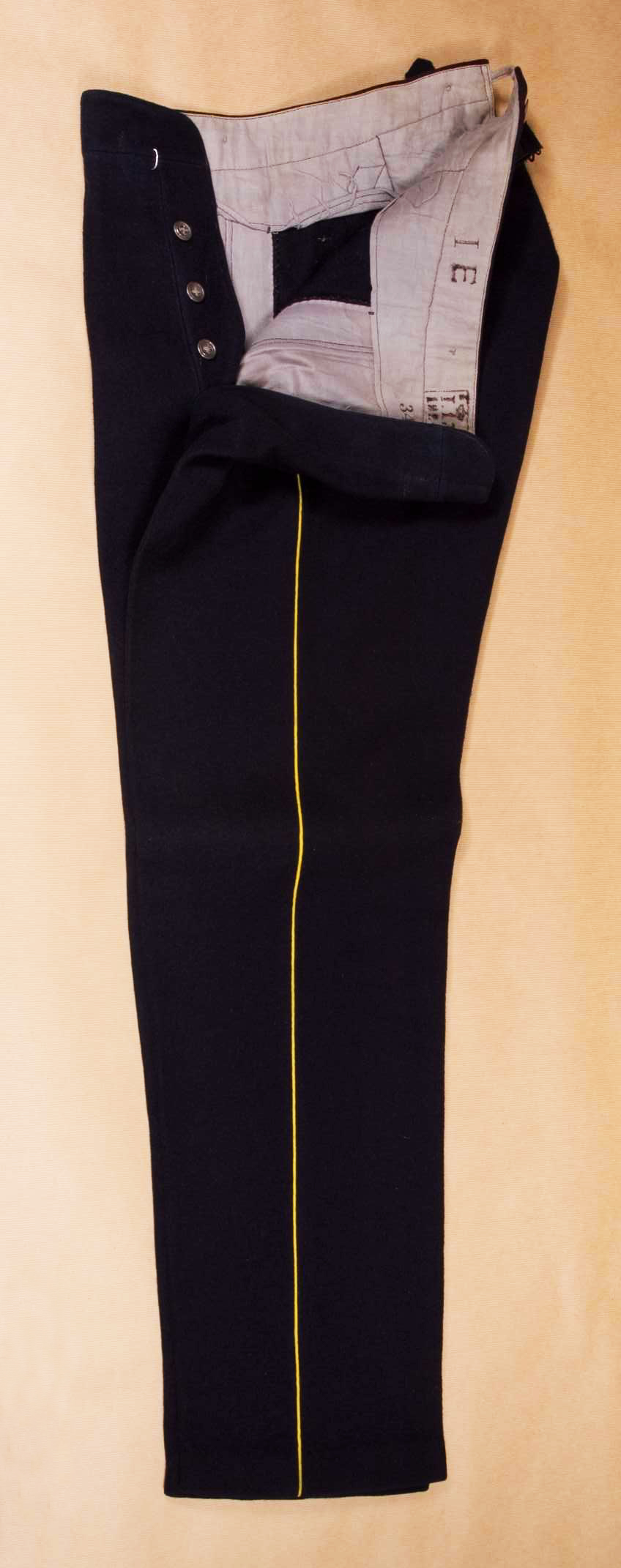
Långbyxor m/1872 för Svea livgarde (I 1). Används idag av Livgardets Livkompani och frivilliga Svea livgardes fältpiparkår.

Långbyxor m/1872 är en långbyxa som används inom Försvarsmakten.

## Utseende
Tillverkad av mörkblått kläde, yllediagonal eller ripsdiagonal (samma som vapenrock) med blixtlås i gylf samt sidfickor och hällor för livrem. Originalbyxorna hade knappar i knäppningen. I yttersömmen från linningens överkant till byxbenets nedre kant finns en 2–3 mm bred passpoal i gult för Svea livgarde (I 1) eller rött för Göta livgarde (I 2). Passpoalen är inte att förvirras med revär, vilket är bredare band.

## Användning
Långbyxan används än idag vid Livgardet (LG) av Livgardets Livkompani, Arméns musikkår samt frivilliga Svea livgardes fältpiparkår och bäres till vapenrock m/1886 modell II.

## Fotografier

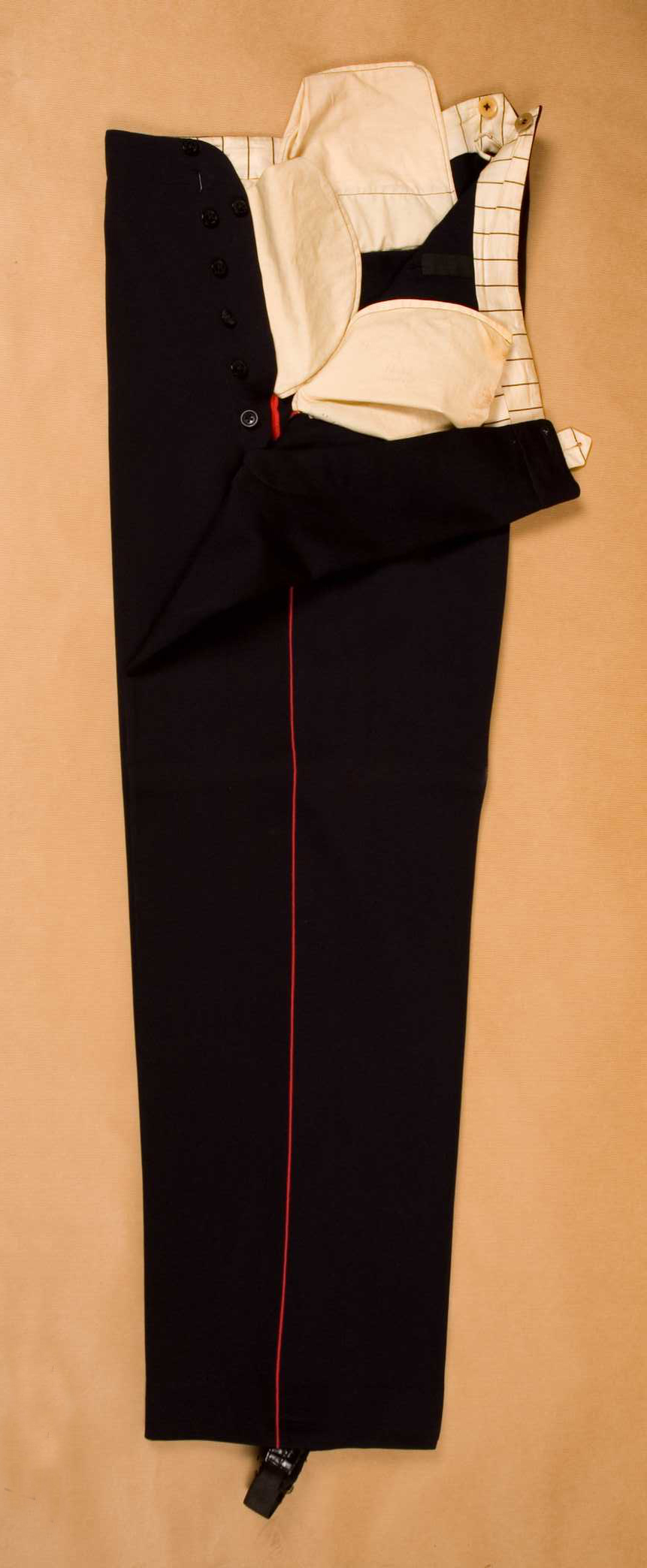
Långbyxor m/1872 för Göta livgarde (I 2). Används idag av Försvarsmusiken och Arméns musikkår.
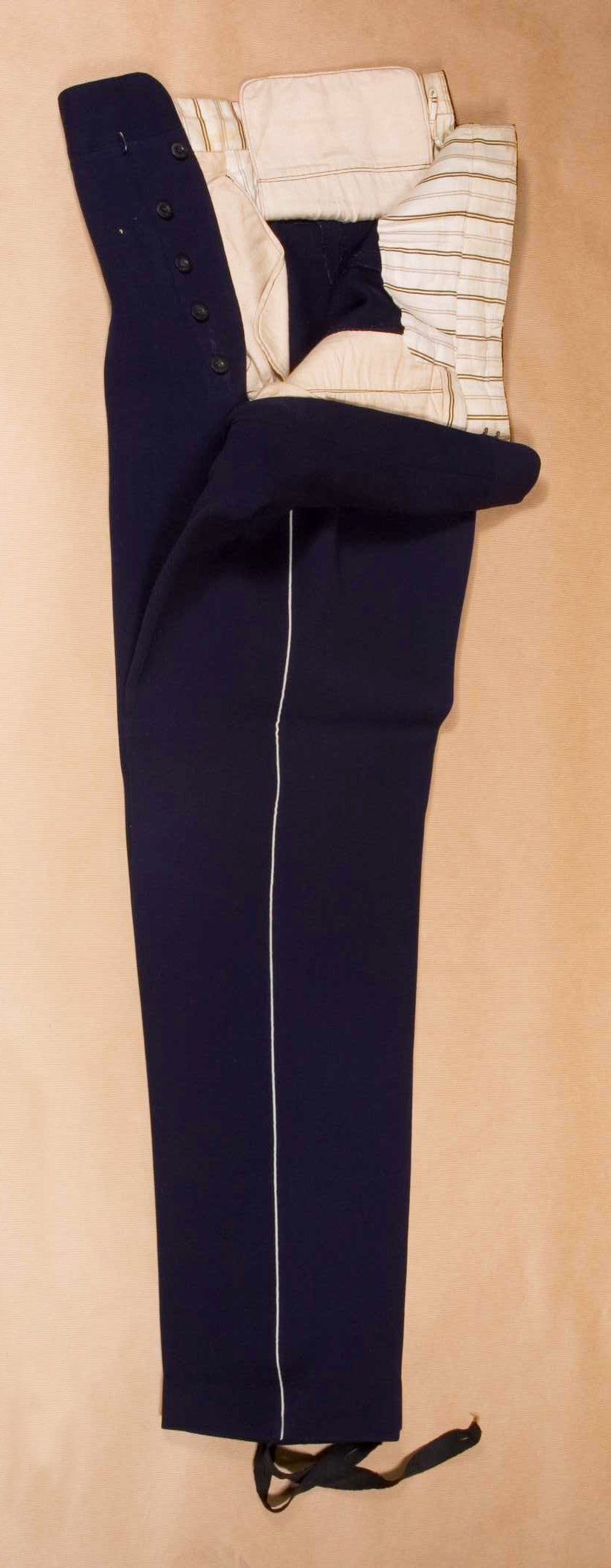
Långbyxor m/1872 för Livregementets grenadjärer (I 3). Mörkblått kläde med vit passpoal.
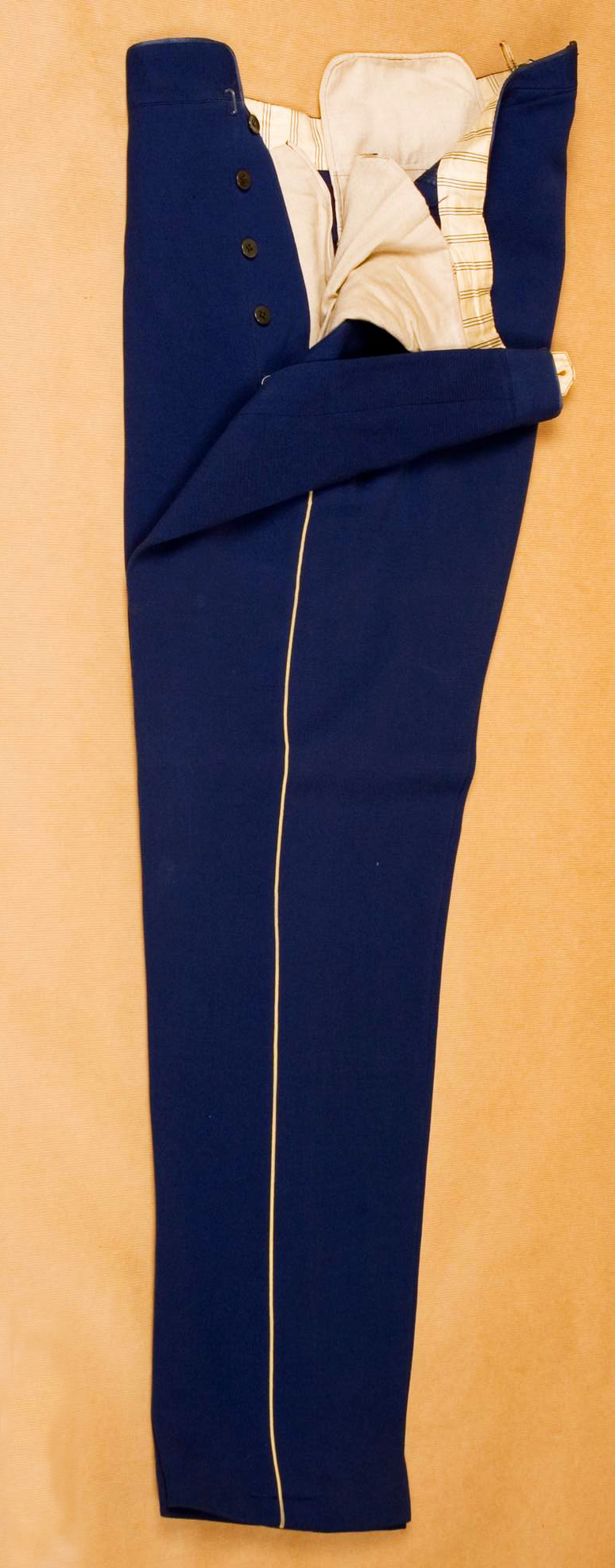
Långbyxor m/1872 för Fortifikationen. Mellanblått kläde med gul passpoal.

### Webbkällor
1. ↑  Försvarsmakten. ”Uniformsbestämmelser 2009 - Kapitel 4: Paraduniformer”. s. 44. Arkiverad från originalet den 28 augusti 2010. https://web.archive.org/web/20100828071307/http://www.forsvarsmakten.se/upload/dokumentfiler/uniformer/4_Paraduniformer.pdf. Läst 20 september 2012.